# Berga kulle naturreservat
Berga kulle naturreservat är ett 32 ha stort naturreservat cirka 12 kilometer väster om Nyköping. Området blev naturreservat 2003 och utgörs av så kallad naturskog. Syftet med reservatet är att bevara skogen med dess växt- och djurliv.

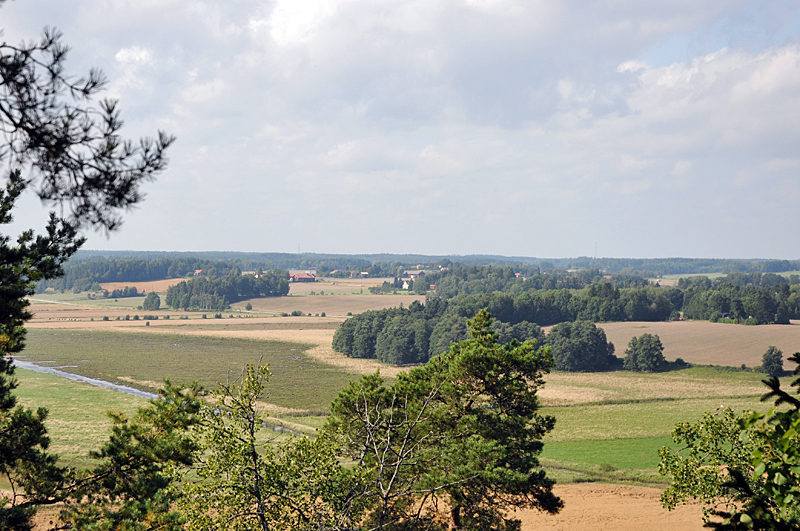
Utsikt över Kiladalen.

Reservatet ingår i Natura 2000.